# Knowsley (plaats)
Knowsley is een civil parish in het bestuurlijke gebied Knowsley, in het Engelse graafschap Merseyside met 10.911 inwoners.